# Myślibórz
Myślibórz (Duits: Soldin) is een stad in het Poolse woiwodschap West-Pommeren, gelegen in de powiat Myśliborski. De oppervlakte bedraagt 15,04 km², het inwonertal 11.986 (2005).